# Reinaldo III de Módena
Reinaldo III de Este ou Reinaldo, Duque de Módena (em italiano:  Rinaldo d’Este, Duca di Módena; Módena, 26 de abril de 1655 — Módena, 26 de outubro de 1737) foi Duque de Módena e Régio de 1695 até à sua morte. Sucedeu a seu sobrinho, o duque Francisco II morto sem descendência, e foi sucedido por seu filho Francisco III.
Embora fosse o único Duque Soberano com este nome, é também designado por Reinaldo III d’Este, uma vez que, na sua família, tinham anteriormente existido dois outros membros com esse nome: Reinaldo I  (morto em 1251); e Reinaldo II  (morto em 1335). Ambos foram senhores de Ferrara.

## Biografia
Nascido no palácio ducal de Módena, foi o único filho do terceiro casamento do duque Francisco I. A sua mãe foi Lucrécia Barberini, filha de Tadeu Barberini e Ana Colonna.
Criado cardeal em 1686, deixou a carreira eclesiástica em 1694 para suceder a seu sobrinho Francisco II no trono do ducado. Casou com a princesa Carlota Felicidade de Brunsvique-Luneburgo (1671-1710), filha mais velha de João Frederico, Duque de Brunsvique-Luneburgo, e de Benedita Henriqueta do Palatinado-Simmern. Com este casamento com uma princesa alemã, Reinaldo pretendia obter apoio de diversas casas reais germânicas, inclundo os Habsburgos, ligados por parentesco à família de sua mulher. 
Reinaldo casou com Carlota em Módena no dia 11 de Fevereiro de 1696, encorajando as relações entre Módena e o Brunsvique, cuja dinastia reinante era a Casa de Hanôver. O casamento foi celebrado com grande pompa apesar dos problemas financeiros de Módena; o artista Marcantonio Franceschini foi contratado para pintar o Salone d'Onore no palácio ducal, em honra deste casamento.
O seu primeiro acto como duque foi o de reduzir o preço dos cereais e melhorar as condições de vida dos camponeses.
Com a eclosão da Guerra da Sucessão Espanhola (1702), o duque declarou a sua neutralidade, o que não impediu as tropas francesas de capturar Módena, sendo o duque forçado a fugir para Bolonha. Em 1707, após um longo assédio no qual Reinaldo participou, tropas alemãs expulsaram os franceses da capital. Como resultado do tratado de paz, Reinaldo adquiriu o Ducado de Mirandola, mas perdeu Comacchio.
Em 1721, tentou estabelecer relações amigáveis com França casando o seu filho e herdeiro Francisco com Carlota Aglaé de Orleães, a filha de Filipe II, Duque d'Orleães, o regente de França durante a menoridade do rei Luís XV. Carlota Aglaé recebeu um enorme dote de 1,8 milhões de libras, metade do qual foi uma contribuição em nome do jovem rei, Luís XV, por ordem do regente. Do seu novo país de adopção, Carlota Aglaé recebeu um enxoval que consistia em diamantes e pinturas do seu futuro marido. Contudo, o casamento acabou por ser agitado, especialmente pelo comportamento licencioso da futura duquesa. No sentido de manter a harmonia na corte, Reinaldo teve que mandar construir para os noivos uma residência separada em Rivalta.
Outro fracasso foi a tentativa de obter o Ducado de Parma e Placência pelo casamento de sua filha Henriqueta, com António Farnésio, Duque de Parma. Quando o duque morreu sem herdeiro, Isabel Farnésio, sua sobrinha e rainha consorte de Espanha, adquiriu Parma para o seu filho, Carlos de Bourbon.
Em 1733 iniciou-se a Guerra de Sucessão da Polônia. Reinaldo, embora nominalmente neutral, alinhou, secretamente, ao lado da Áustria. De novo, tropas francesas forçaram-no a refugiar-se em Bolonha, mas a paz de 1736 foi, de novo, favorável aos Este, que obtiveram o condado de Novellara e Bagnolo.
Reinaldo foi sucedido por seu filho Francesco como duque de Módena em 1737.

## Descendência
Do seu casamento com Carlota Felicidade de Brunsvique-Luneburgo, nasceram sete filhos:
1. Benedita Maria Ernesta d'Este (18 de agosto de 1697 - 16 de setembro de 1777) sem aliança;
2. Francisco III de Módena (2 de julho de 1698 - 22 de fevereiro de 1780), futuro Duque de Módena, com geração;
3. Amalia Josefina d'Este (28 de julho de 1699 - 5 de julho de 1778), casou com o marquês de Villeneuf, sem geração;
4. João Frederico d'Este (1 de setembro de 1700 - 24 de abril de 1727)
5. Henriqueta d'Este (27 de maio de 1702 - 30 de janeiro de 1777), casou com António Farnésio, Duque de Parma, sem geração; voltou a casar com Leopoldo, conde de Hesse-Darmstadt, neto de Luís VI, conde de Hesse-Darmstadt, sem geração;
6. Clemente d'Este (20 de abril de 1708 - 23 de abril de 1708), morto em tenra idade;
7. X d'Este (setembro de 1710), menina morta à nascença.

Carlota acabou por falecer no palácio ducal de Módena após o seu sétimo parto em setembro de 1710, no qual nasceu uma menina. A criança acabou também por falecer. A duquesa foi sepultada na igreja de San Vincenzo, em Módena.

## Ascendência
|  |                                              |  |  |  |  |  |  |  |  |  |  |  |  |  |  |  |
|  | 16. Afonso d'Este, Marquês de Montecchio     |  |  |  |  |  |  |  |  |  |  |  |  |  |  |  |
|  |                                              |  |  |  |  |  |  |  |  |  |  |  |  |  |  |  |
|  |                                              |  |  |  |  |  |  |  |  |  |  |  |  |  |  |  |
|  | 8. César d'Este                              |  |  |  |  |  |  |  |  |  |  |  |  |  |  |  |
|  |                                              |  |  |  |  |  |  |  |  |  |  |  |  |  |  |  |
|  |                                              |  |  |  |  |  |  |  |  |  |  |  |  |  |  |  |
|  | 17. Júlia Della Rovere                       |  |  |  |  |  |  |  |  |  |  |  |  |  |  |  |
|  |                                              |  |  |  |  |  |  |  |  |  |  |  |  |  |  |  |
|  |                                              |  |  |  |  |  |  |  |  |  |  |  |  |  |  |  |
|  | 4. Afonso III de Módena                      |  |  |  |  |  |  |  |  |  |  |  |  |  |  |  |
|  |                                              |  |  |  |  |  |  |  |  |  |  |  |  |  |  |  |
|  |                                              |  |  |  |  |  |  |  |  |  |  |  |  |  |  |  |
|  | 18. Cosme I de Médici, Grão-Duque da Toscana |  |  |  |  |  |  |  |  |  |  |  |  |  |  |  |
|  |                                              |  |  |  |  |  |  |  |  |  |  |  |  |  |  |  |
|  |                                              |  |  |  |  |  |  |  |  |  |  |  |  |  |  |  |
|  | 9. Virgínia de Médici                        |  |  |  |  |  |  |  |  |  |  |  |  |  |  |  |
|  |                                              |  |  |  |  |  |  |  |  |  |  |  |  |  |  |  |
|  |                                              |  |  |  |  |  |  |  |  |  |  |  |  |  |  |  |
|  | 19. Camila Martelli                          |  |  |  |  |  |  |  |  |  |  |  |  |  |  |  |
|  |                                              |  |  |  |  |  |  |  |  |  |  |  |  |  |  |  |
|  |                                              |  |  |  |  |  |  |  |  |  |  |  |  |  |  |  |
|  | 2. Francisco I de Módena                     |  |  |  |  |  |  |  |  |  |  |  |  |  |  |  |
|  |                                              |  |  |  |  |  |  |  |  |  |  |  |  |  |  |  |
|  |                                              |  |  |  |  |  |  |  |  |  |  |  |  |  |  |  |
|  | 20. Emanuel Felisberto, Duque de Saboia      |  |  |  |  |  |  |  |  |  |  |  |  |  |  |  |
|  |                                              |  |  |  |  |  |  |  |  |  |  |  |  |  |  |  |
|  |                                              |  |  |  |  |  |  |  |  |  |  |  |  |  |  |  |
|  | 10. Carlos Emanuel I, Duque de Saboia        |  |  |  |  |  |  |  |  |  |  |  |  |  |  |  |
|  |                                              |  |  |  |  |  |  |  |  |  |  |  |  |  |  |  |
|  |                                              |  |  |  |  |  |  |  |  |  |  |  |  |  |  |  |
|  | 21. Margarida de Valois, Duquesa de Berry    |  |  |  |  |  |  |  |  |  |  |  |  |  |  |  |
|  |                                              |  |  |  |  |  |  |  |  |  |  |  |  |  |  |  |
|  |                                              |  |  |  |  |  |  |  |  |  |  |  |  |  |  |  |
|  | 5. Isabel de Saboia                          |  |  |  |  |  |  |  |  |  |  |  |  |  |  |  |
|  |                                              |  |  |  |  |  |  |  |  |  |  |  |  |  |  |  |
|  |                                              |  |  |  |  |  |  |  |  |  |  |  |  |  |  |  |
|  | 22. Filipe II de Espanha                     |  |  |  |  |  |  |  |  |  |  |  |  |  |  |  |
|  |                                              |  |  |  |  |  |  |  |  |  |  |  |  |  |  |  |
|  |                                              |  |  |  |  |  |  |  |  |  |  |  |  |  |  |  |
|  | 11. Catarina Micaela da Áustria              |  |  |  |  |  |  |  |  |  |  |  |  |  |  |  |
|  |                                              |  |  |  |  |  |  |  |  |  |  |  |  |  |  |  |
|  |                                              |  |  |  |  |  |  |  |  |  |  |  |  |  |  |  |
|  | 23. Isabel de Valois                         |  |  |  |  |  |  |  |  |  |  |  |  |  |  |  |
|  |                                              |  |  |  |  |  |  |  |  |  |  |  |  |  |  |  |
|  |                                              |  |  |  |  |  |  |  |  |  |  |  |  |  |  |  |
|  | 1. Reinaldo III de Módena                    |  |  |  |  |  |  |  |  |  |  |  |  |  |  |  |
|  |                                              |  |  |  |  |  |  |  |  |  |  |  |  |  |  |  |
|  |                                              |  |  |  |  |  |  |  |  |  |  |  |  |  |  |  |
|  | 24. Antonio Barberini                        |  |  |  |  |  |  |  |  |  |  |  |  |  |  |  |
|  |                                              |  |  |  |  |  |  |  |  |  |  |  |  |  |  |  |
|  |                                              |  |  |  |  |  |  |  |  |  |  |  |  |  |  |  |
|  | 12. Carlo Barberini, Duque de Monterotondo   |  |  |  |  |  |  |  |  |  |  |  |  |  |  |  |
|  |                                              |  |  |  |  |  |  |  |  |  |  |  |  |  |  |  |
|  |                                              |  |  |  |  |  |  |  |  |  |  |  |  |  |  |  |
|  | 25. Camilla Barbadori                        |  |  |  |  |  |  |  |  |  |  |  |  |  |  |  |
|  |                                              |  |  |  |  |  |  |  |  |  |  |  |  |  |  |  |
|  |                                              |  |  |  |  |  |  |  |  |  |  |  |  |  |  |  |
|  | 6. Tadeu Barberini, Príncipe de Palestrina   |  |  |  |  |  |  |  |  |  |  |  |  |  |  |  |
|  |                                              |  |  |  |  |  |  |  |  |  |  |  |  |  |  |  |
|  |                                              |  |  |  |  |  |  |  |  |  |  |  |  |  |  |  |
|  | 26. Vincenzo Magalotti                       |  |  |  |  |  |  |  |  |  |  |  |  |  |  |  |
|  |                                              |  |  |  |  |  |  |  |  |  |  |  |  |  |  |  |
|  |                                              |  |  |  |  |  |  |  |  |  |  |  |  |  |  |  |
|  | 13. Costanza Magalotti                       |  |  |  |  |  |  |  |  |  |  |  |  |  |  |  |
|  |                                              |  |  |  |  |  |  |  |  |  |  |  |  |  |  |  |
|  |                                              |  |  |  |  |  |  |  |  |  |  |  |  |  |  |  |
|  | 27. Clarice Capponi                          |  |  |  |  |  |  |  |  |  |  |  |  |  |  |  |
|  |                                              |  |  |  |  |  |  |  |  |  |  |  |  |  |  |  |
|  |                                              |  |  |  |  |  |  |  |  |  |  |  |  |  |  |  |
|  | 3. Lucrécia Barberini                        |  |  |  |  |  |  |  |  |  |  |  |  |  |  |  |
|  |                                              |  |  |  |  |  |  |  |  |  |  |  |  |  |  |  |
|  |                                              |  |  |  |  |  |  |  |  |  |  |  |  |  |  |  |
|  | 28. Fabrizio Colonna                         |  |  |  |  |  |  |  |  |  |  |  |  |  |  |  |
|  |                                              |  |  |  |  |  |  |  |  |  |  |  |  |  |  |  |
|  |                                              |  |  |  |  |  |  |  |  |  |  |  |  |  |  |  |
|  | 14. Filipe Colonna, Príncipe de Paliano      |  |  |  |  |  |  |  |  |  |  |  |  |  |  |  |
|  |                                              |  |  |  |  |  |  |  |  |  |  |  |  |  |  |  |
|  |                                              |  |  |  |  |  |  |  |  |  |  |  |  |  |  |  |
|  | 29. Ana Borromeo                             |  |  |  |  |  |  |  |  |  |  |  |  |  |  |  |
|  |                                              |  |  |  |  |  |  |  |  |  |  |  |  |  |  |  |
|  |                                              |  |  |  |  |  |  |  |  |  |  |  |  |  |  |  |
|  | 7. Ana Colonna                               |  |  |  |  |  |  |  |  |  |  |  |  |  |  |  |
|  |                                              |  |  |  |  |  |  |  |  |  |  |  |  |  |  |  |
|  |                                              |  |  |  |  |  |  |  |  |  |  |  |  |  |  |  |
|  | 30. Girolamo Tomacelli, Senhor de Galatro    |  |  |  |  |  |  |  |  |  |  |  |  |  |  |  |
|  |                                              |  |  |  |  |  |  |  |  |  |  |  |  |  |  |  |
|  |                                              |  |  |  |  |  |  |  |  |  |  |  |  |  |  |  |
|  | 15. Lucrécia Tomacelli                       |  |  |  |  |  |  |  |  |  |  |  |  |  |  |  |
|  |                                              |  |  |  |  |  |  |  |  |  |  |  |  |  |  |  |
|  |                                              |  |  |  |  |  |  |  |  |  |  |  |  |  |  |  |
|  | 31. Ippolita Ruffo di Sinopoli               |  |  |  |  |  |  |  |  |  |  |  |  |  |  |  |
|  |                                              |  |  |  |  |  |  |  |  |  |  |  |  |  |  |  |
|  |                                              |  |  |  |  |  |  |  |  |  |  |  |  |  |  |  |